# 99
- Wikisource

| Calendário gregoriano                                                        | 99 XCIX                       |
| Ab urbe condita                                                              | 852                           |
| Calendário arménio                                                           | -453 – -452                   |
| Calendário bahá'í                                                            | -1745 – -1744                 |
| Calendário budista                                                           | 643                           |
| Calendário chinês                                                            | 2795 – 2796                   |
| Calendário copta                                                             | -185 – -184                   |
| Calendário etíope                                                            | 91 – 92                       |
| Calendários hindus - Vikram Samvat - Calendário nacional indiano - Cáli Iuga | 154 – 155 20 – 21 3199 – 3200 |
| Calendário Holoceno                                                          | 10099                         |
| Calendário islâmico                                                          | 539 BH – 538 BH               |
| Calendário judaico                                                           | 3859 – 3860                   |
| Calendário persa                                                             | 523 BP – 522 BP               |
| Calendário rúnico                                                            | 349                           |
| Calendário solar tailandês                                                   | 642                           |

99 (XCIX, na numeração romana) foi um ano comum do século I que começou numa terça-feira, segundo o calendário juliano.  Segundo o horóscopo chinês, foi o ano do Porco.
| Ano completo                        |
| ----------------------------------- |
| Ano comum com início à quinta-feira |

## Nascimentos
• 9 de março: São Narciso, Bispo de Jerusalém. (99 d.C ‐ 216 d.C)